# Catalina Fleming
Catalina Fleming Martin de Araya (17 de febrero de 1950, Rosario, 9 de junio de 1977, Santa Fe) militante de Montoneros víctima de la última dictadura cívico militar de Argentina

## Breve reseña
Catalina era la cuarta hermana de una familia de origen irlandés. En su adolescencia trabajó como modelo publicitaria. Casada con Carlos María Araya Echesortu, que también militaba en Montoneros. En Venado Tuerto, provincia de Santa Fe fundó en un barrio humilde la primera guardería integral que cubría las necesidades de las madres y sus pequeños. Su hermana María Josefa Fleming casó a su vez con Fernando Vaca Narvaja, siendo suegros -por su hijo Camilo- de Florencia Kirchner, hija de los expresidentes Néstor Kirchner y Cristina Fernández. 

## Carlos María Araya
Nació el 26 de agosto de 1941. Era Ingeniero civil, hermano de Jorge Ernesto Araya.
Cuando Carlos María cayó preso en Policía Federal de Rosario durante la dictadura de Agustín Lanusse, ella lo rescató. Después decidieron irse a Corrientes, ya que luego de la fuga eran buscados por todo el país.

## Secuestro y desaparición
Ambos fueron secuestrados el 9 de junio de 1977 y llevados a El Campito. Catalina llegó muerta ya que pudo tomar una pastilla de cianuro. Carlos María fue torturado y asesinado.